# Broń Radom (boks)

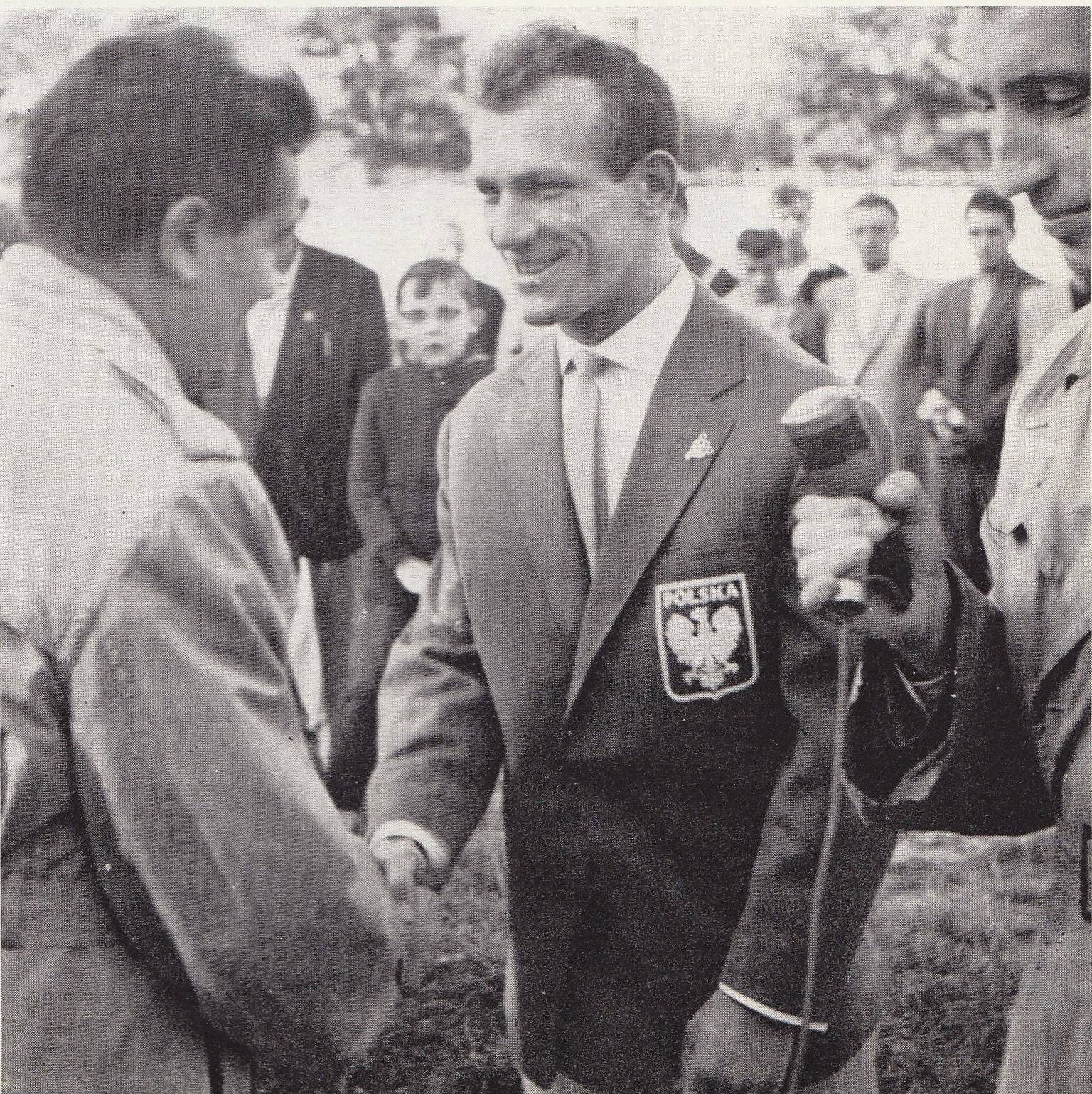
Kazimierz Paździor, złoty medalista IO 1960

BTS Broń Radom – polski klub bokserski, kontynuator sekcji RKS Broń Radom, powstałej w 1926 roku. 
Szczytowym osiągnięciem Broni było uzyskanie przez jej pięściarza Kazimierza Paździora mistrzostwa Europy w 1957 roku w Pradze i w 1960 roku w Rzymie złotego medalu Igrzysk Olimpijskich. Z kolei największym sukcesem drużyny bokserskiej był awans i występy w połowie lat 80. XX wieku w ekstraklasie. W 1996 roku sekcja rozpoczęła samodzielne funkcjonowanie jako BTS Broń.